# 天主教沃维奇教区
天主教沃維奇教區（拉丁語：Dioecesis Lovicensis）是波蘭一個羅馬天主教教區。位於波蘭中部，屬羅茲總教區（2004年前屬華沙總教區）。1992年3月25日升為教區。
2011年，在當地611,400人口中，有教友609,500人，佔轄區總人口99.7%、165個堂區、399名司鐸、70名修士、446名修女。現任主教為安德肋·方濟·德茲巴。